# Charaxes murina
Charaxes murina är en fjärilsart som beskrevs av Le Cerf 1923. Charaxes murina ingår i släktet Charaxes och familjen praktfjärilar. Inga underarter finns listade i Catalogue of Life.